# 立地規制
立地規制（りっちきせい）とは、何らかの施設を設置する際の立地に関し、法律や都道府県・市町村条例に基づいてかけられる規制である。
例としてはいわゆる改正まちづくり3法に基づく大規模集客施設の出店規制や、風営法に基づく風俗営業施設の出店規制、文教地区を対象とした各種の施設の設置規制、都道府県・市町村のパチンコ店等規制条例によるパチンコ店の出店規制などがある。